# El joc de l'Ender (novel·la)
El joc de l'Ender (títol original en anglès Ender's Game) és una novel·la escrita per Orson Scott Card el 1985, la més coneguda de l'autor. Va aconseguir els dos premis més prestigiosos de ciència-ficció: el Premi Nebula a la millor novel·la el 1985 i el Premi Hugo a la millor novel·la el 1986. La novel·la es va originar com un conte de ciència-ficció publicat a Analog Science Fiction and Fact (1977).
Està ambientada en un futur en què la humanitat s'enfronta a l'extermini en mans d'una agressiva societat extraterrestre coneguda com els insectors (buggers en l'original). L'Ender del títol és Andrew Wiggin, que és reclutat a l'edat de sis anys per ser ensinistrat a l'Escola de Combat, una estació espacial on nens superdotats són preparats des de la infància per dirigir la pròxima guerra. El joc de l'Ender és el primer d'un grup de quatre llibres coneguts com "La saga d'Ender". El 1999, Card va començar una sèrie de novel·les paral·lela a l'acció descrita a la saga d'Ender, "La saga de les ombres", que també es compon de quatre llibres, el primer dels quals titulat Ender's Shadow.
El joc de l'Ender va ser traduït al català i publicat l'any 2013 per Ediciones B.
El mateix 2013 va publicar-se una adaptació cinematogràfica del llibre amb el mateix nom.

## Creació i inspiració
La novel·la curta El joc de l'Ender ofereix una petita vista de les experiències d'Ender a l'Escola de Combat i a l'Escola de Comandants: la novel·la es completa amb escenes de la vida d'Ender abans, durant i després de la guerra, i també conté alguns capítols que descriuen la situació política altament explosiva en què es troba immersa la Terra al seu retorn. En un comentari integrat en l'audiollibre del 20è aniversari de l'edició de la novel·la, així com en l'edició definitiva de l'autor de 1991, Card va dir que El joc de l'Ender va ser escrit específicament per establir el personatge d'Ender en el seu rol com a portaveu a Speaker for the Dead. En la seva introducció de 1991, Card comentava la influència de la saga de La Fundació d'Isaac Asimov tant en la novel·la curta com en la novel·la. El treball de l'historiador Bruce Catton sobre la Guerra Civil Americana també va influir molt en Card.

## Argument
L'any 2070 la humanitat està en guerra amb una raça extraterrestre coneguda com els insectors (el seu nom prové de la semblança que tenen als insectes). Després de fracassar en la seva Primera Invasió (d'exploració) del sistema solar, que gairebé provoca l'extinció dels humans, la humanitat estableix una aliança mundial per fer front a l'amenaça, amb la creació d'una unitat militar internacional, la Flota Internacional (FI), atorgant-se el govern del planeta a l'"Hegemonia" dividint el govern del planeta entre tres cossos: el Hegemon, el Polemarch, i el Strategos, els quals lluiten pel domini durant la guerra. En aquest futur la humanitat ha desenvolupat el  viatge interestel·lar, la comunicació més ràpida que la llum (anomenada ansible en les novel·les de Ursula K. Le Guin), el control sobre la gravetat i altres mecanismes i armes (molts descoberts a partir de les restes de la Primera Invasió Insectora). La segona invasió (que, a diferència de la primera, era per colonitzar) va ser detinguda en l'últim moment pel talent de l'estrateg, Mazer Rackham. Però han passat dècades, i la humanitat s'enfronta a un futur incert esperant l'extermini d'una possible tercera invasió pels extraterrestres.

### AndrewEnderWiggin
És un nen prodigi nord-americà, reclutat per la Flota Internacional per al seu entrenament i futur lideratge en la guerra contra els insectors. Ender és el tercer de tres germans en una societat amb restriccions de natalitat per l'excés de població en què les famílies no poden tenir més de dos fills. Ender va ser engendrat amb permís del govern, ja que els seus germans van ser uns genis, i amb la condició que als sis anys tornarien per ell per instruir-lo i convertir-lo en el millor comandant de la història.
La seva personalitat ve marcada per la rivalitat i temor cap al seu germà Peter que l'odia per ser millor que ell i l'amor i compassió de la seva germana Valentine. A l'Escola de Combat, (una estació espacial usada com complex militar d'entrenament per als nens) es transforma ràpidament en un líder nat enlluernant als seus professors i companys, passant de ser el cadet de menor edat a comandant de l'Esquadra Drac (els estudiants estan organitzats en Esquadres amb 40 membres i un comandant, la funció és realitzar combats entre si en gravetat zero) creada expressament per posar-li les coses difícils, i que acabarà trencant totes les estadístiques de l'escola. Com a part del seu entrenament psicològic Ender practica un joc de fantasia, que forma part del seu entrenament psicològic (el qual és controlat amb brutalitat pel cínic coronel Hyrum Graff, director de l'escola), igual que les proves a què el sotmeten contínuament, fins a l'examen final, la veritable prova de la seva vàlua per salvar el món.
Mentre Ender segueix el seu entrenament, els seus dos germans busquen modificar l'opinió pública mundial mitjançant la participació en fòrums de xarxes informàtiques, sota dues personalitats fingides, l'assenyat Locke (a càrrec de Peter Wiggin) i el demagog xenòfob Demóstenes (a càrrec de Valentine Wiggin).
El conte breu original és tan sols una descripció de les experiències d'Ender a l'Escola de Combat, mentre que la novel·la és un treball complex en el qual s'aborden temes clàssics de la ciència-ficció des d'una perspectiva més psicològica.

### Mazer Rackham
Mazer Rackham és un dels personatges més intrigants de la novel·la. Té un paper molt significatiu: és una llegenda de la Flota Internacional, una organització militar que ensinistra cadets espacials i s'ocupa de la protecció del planeta Terra. Mazer va destruir la flota insectora enemiga en la Segona Invasió i va esdevenir una llegenda per la seva proesa.

## Premis
- Premi Hugo a la millor novel·la el 1986[4]
- Premi Nebula el 1985[5]

## Revisions del llibre
L'autor va revisar el llibre el 1991. Va realitzar petits canvis per reflectir el clima polític de l'època, incloent-hi la caiguda gradual de la Unió Soviètica. En l'epíleg d'Ender in Exile, Card indica que molts dels detalls del capítol 15 d'El joc de l'Ender han estat modificats per usar-los en les posteriors novel·les i històries curtes. Per ajustar-se a aquest nou material, Card ha reescrit el capítol 15, i planeja oferir una edició revisada del llibre en un futur proper.

## Adaptacions

### Pel·lícula
La companyia Warner Bros tenia un projecte per a una pel·lícula basada en la novel·la original i realitzada per la companyia Fresc Pictures. Aquesta pel·lícula es trobava en fase de preproducció i en principi anava a ser dirigida per Wolfgang Petersen. Finalment, va ser escrita i dirigida per Gavin Hood i protagonitzada per Asa Butterfield com Andrew "Ender" Wiggin. El repartiment de suport incloïa Harrison Ford, Hailee Steinfeld i Viola Davis, amb Abigail Breslin i Ben Kingsley. Es va estrenar a Alemanya el 24 d'octubre de 2013, seguida d'un llançament al Regne Unit un dia més tard. Ender's Game va recaptar 125,5 milions de dòlars amb un pressupost de 110-115 milions de dòlars.

### Novel·les paral·leles
Card reprèn la història d'El joc de l'Ender en una novel·la paral·lela, Ender's Shadow, on es desenvolupen els mateixos esdeveniments, però des del punt de vista d'un altre personatge, el petit Bean. A aquest llibre li han seguit una sèrie de novel·les que desenvolupen la vida de Bean, Petra i altres graduats de l'Escola de Combat: Shadow of the Hegemon, Shadow Puppets, Shadow of the Giant i Shadows in Flight.

### Còmic
L'editorial estatunidenca Marvel Comics i Orson Scott Card van anunciar el 19 d'abril del 2008, que editaria una adaptació en format de sèrie limitada d'El joc de l'Ender com el primer d'una sèrie de còmics que adaptarien totes les novel·les de la saga, el que en paraules de Card és el primer pas per traslladar la novel·la als mitjans visuals.
Les cinc primeres sèries, titulades Ender's Game: Battle School, són escrites per Mike Carey encara que al principi el guió estaria escrit per Christopher Yost, sota la supervisió d'Orson Scott Card. El dibuixant és el català Pasqual Ferry.